# Krånge
Krånge är en ort i Indals socken i Sundsvalls kommun. SCB har för bebyggelsen här och nordväst om orten utmed riksväg 86 avgränsat en småort, som 2010 är namnsatt till Krånge och Arklo för att innan dess namnsatts till enbart Krånge.